# 色目人
色目人，意為各色名目之人，是元朝時主要對中亞、西亞、歐洲民族的统称，也是元朝的四类人民之一，在元朝政府的歸類上一切非蒙古人、漢人、南人的族群都算是色目人；其地位在蒙古人之下，漢人、南人之上，並被當時的蒙古人視為「闊端赤」（意為家人、同伴或隨從）。徙居中原的色目人大約有三、四十萬。而在江浙闽地区的色目人，在元朝灭亡后和滞留的蒙古人一起沦为堕民，或自发改汉姓，隐入汉民族当中。
在《元史》提及的名稱包括色目人或諸色人，而色目人一詞亦在元朝《元典章刑部》多次被提及。

## 種族
元大德八年（1304年）定義除了蒙古人、汉人、南人外，均为色目人。
色目人的族群包括回回人、粟特人、党项人、吐蕃人、亞述人、阿拉伯人、畏兀兒人、波斯人、犹太人、突厥人、斯拉夫人等，當中以粟特人、波斯人、阿拉伯人等中亚和西亚民族為主。
元末明初陶宗仪的《南村輟耕錄》中认为色目人有31种：葛邏祿、钦察、唐兀（党项）、阿速（奧塞梯人）、禿八（圖瓦）、康里、苦里鲁、阿兒浑、合鲁歹、火里剌、撒里哥、土伯特（吐蕃）、雍古歹（汪古）、密赤思、夯力、苦鲁丁、贵赤、匣拉鲁、秃鲁花、掘儿察歹、刺乞歹、赤乞歹、畏鲁儿（畏兀儿）、回回、南蛮、火里剌、甘土鲁、乞失迷儿（克什米爾人）、哈剌吉答歹、秃鲁八歹、徹儿哥（切尔克斯人）。
清代錢大昕說有三十三種色目人。箭內亙認為色目人其實只有二十種上下。苦里鲁与火里剌，匣拉鲁是葛逻禄的重複，秃鲁花是一种蒙古軍人，夯力是康里的重複。
日本學者舩田善之宣称，「色目人」是漢語詞匯，在同時期的蒙古語史料中他没有找到相當於色目人的詞匯。
中國學者胡小鵬認為，「色目人」一詞雖然是漢語，但在用於族群劃分時是相應的蒙古語詞彙「合里」（qari）或「合里·亦兒堅」（qariirgen）的譯語，因此「色目人」一詞所涵蓋的對象在蒙古語世界與漢語世界並不完全一致，其邊界是動態而有一定的模糊性；蒙元政權的多民族政策從根本上而言是蒙古至上主義，即蒙古（國人）與非蒙古（合里）的二等人制，四等人制是細化的說法，漢文化意識在其中起了一定的作用。

## 地位
有說法指「色目」是為政治需要而設立的一個族群，用以協助蒙古統治，牽制漢族。他們也以工匠與商人的身份受重用。
在科举考试中，蒙古人、色目人单列一榜，单独命题，如果愿意加试汉人、南人考试科目者，还可以加一等注授。
任官方面，蒙古人享有優先權，此外依色目、漢人、南人的次序而有所差異。中央及行省各重要機構，須由蒙古人擔任首長，色目人中個別親信可以充任。各級地方官署的長官達魯花赤皆由蒙古、色目擔任。元廷嚴行禁止漢人、南人擁有武器（軍人例外），而蒙古、色目不在此限。
另一種說法是元代許多高級官吏都由蒙古人、色目人充當並不是因為「四等人制」的關係，而是「根腳（社會出身）」的反映。史料記述元朝的長官應是由蒙古人擔任，但都不能說明色目人的地位比漢人和南人高。
元代户籍分类方式是：先划分为北人户和南人户，分别相当于侨寓和土著。然后，把北人户划分为色目（人）户和汉（儿）人户。色目（人）户还分划分为蒙古人户、畏吾儿户、契丹人户、回回人户、河西人户。
在元末明初，明太祖評元朝的制度：「所在官司輒以蒙古色目人為之長，但欲私其族類羈縻其民而矣。」

## 著名人物
- 蒲壽庚
- 阿合馬
- 赛典赤·赡思丁
- 薩都剌
- 萨镇冰
- 王翰
- 马祖常
- 帖睦尔普化
- 丁鹤年
- 土土哈
- 床兀兒
- 燕帖木兒
- 泰不華
- 哈麻
- 高克恭，畫家，元初四大家之一。
- 鄭和，航海家
- 鐵鉉
- 桑哥